# Gyrinophilus porphyriticus
Gyrinophilus porphyriticus (tên tiếng Anh: Spring Salamander) là một loài kỳ giông thuộc họ Plethodontidae.
Loài này có ở Canada và Hoa Kỳ.
Môi trường sống tự nhiên của chúng là rừng ôn đới, sông ngòi, đầm nước, đầm nước ngọt, suối nước ngọt, carxtơ nội địa, và hang.
Chúng hiện đang bị đe dọa vì mất môi trường sống.

## Phân loài
- Gyrinophilus porphyriticus porphyriticus
- Gyrinophilus porphyriticus duryi
- Gyrinophilus porphyriticus danielsi
- Gyrinophilus porphyriticus dunni